# Hamburg-Wilhelmsburg
Wilhelmsburg ist ein Stadtteil im Bezirk Hamburg-Mitte der Freien und Hansestadt Hamburg. Er ist der flächenmäßig größte Stadtteil Hamburgs. Bis zum 29. Februar 2008 gehörte Wilhelmsburg zum Bezirk Harburg.

## Geografische Lage

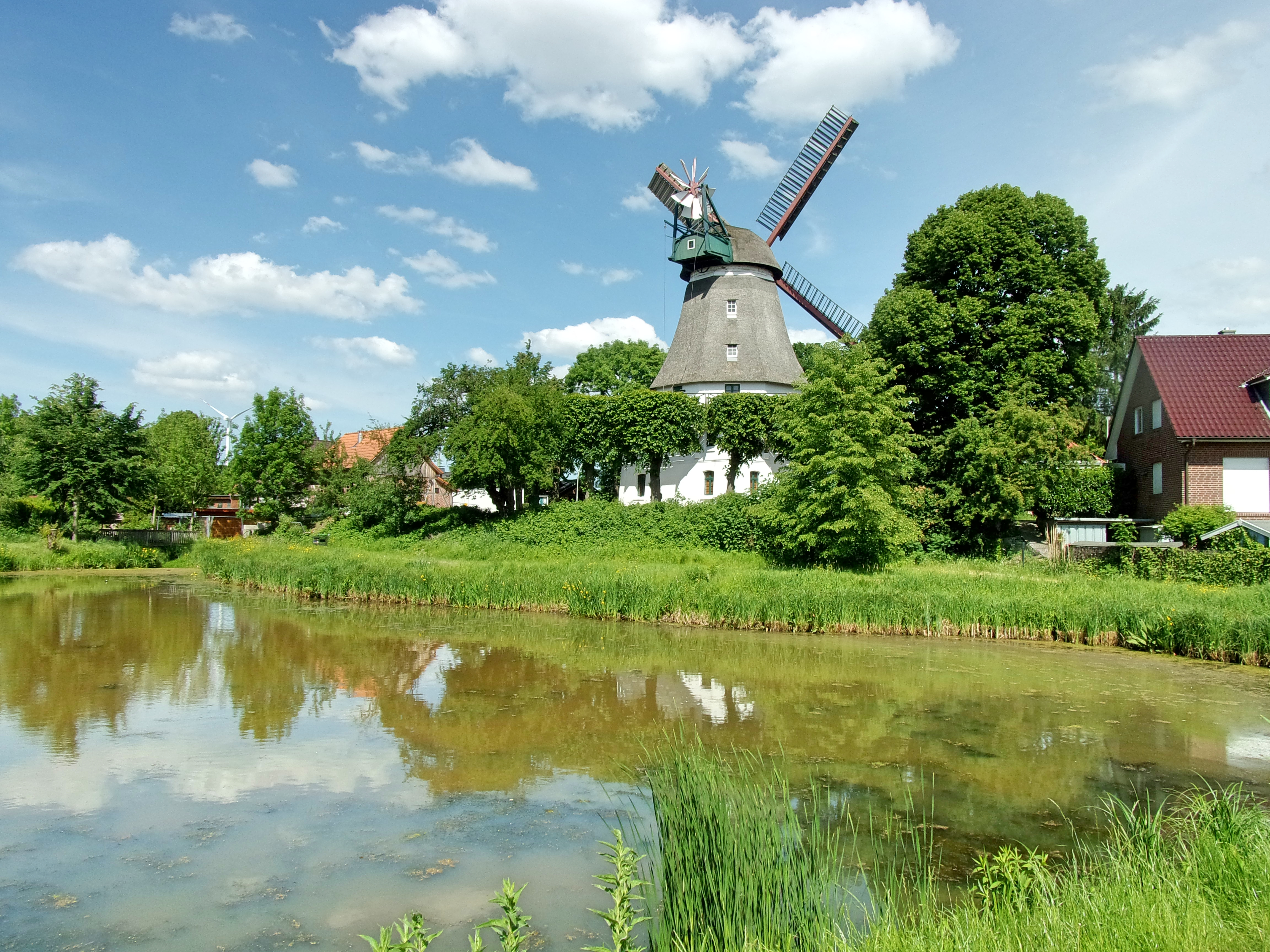
Ländliches Wilhelmsburg: Windmühle Johanna

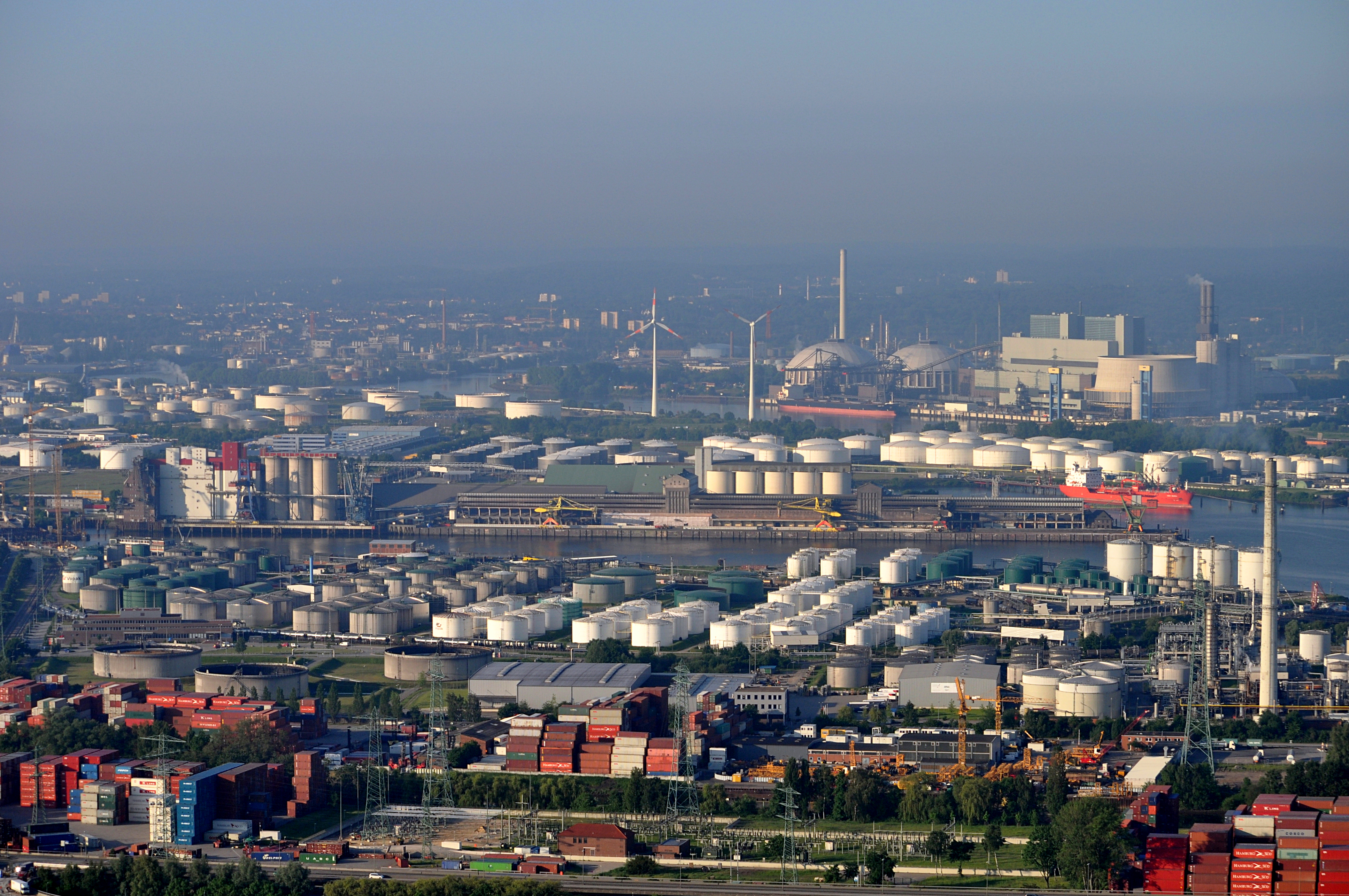
Industrie auf der Hohen Schaar

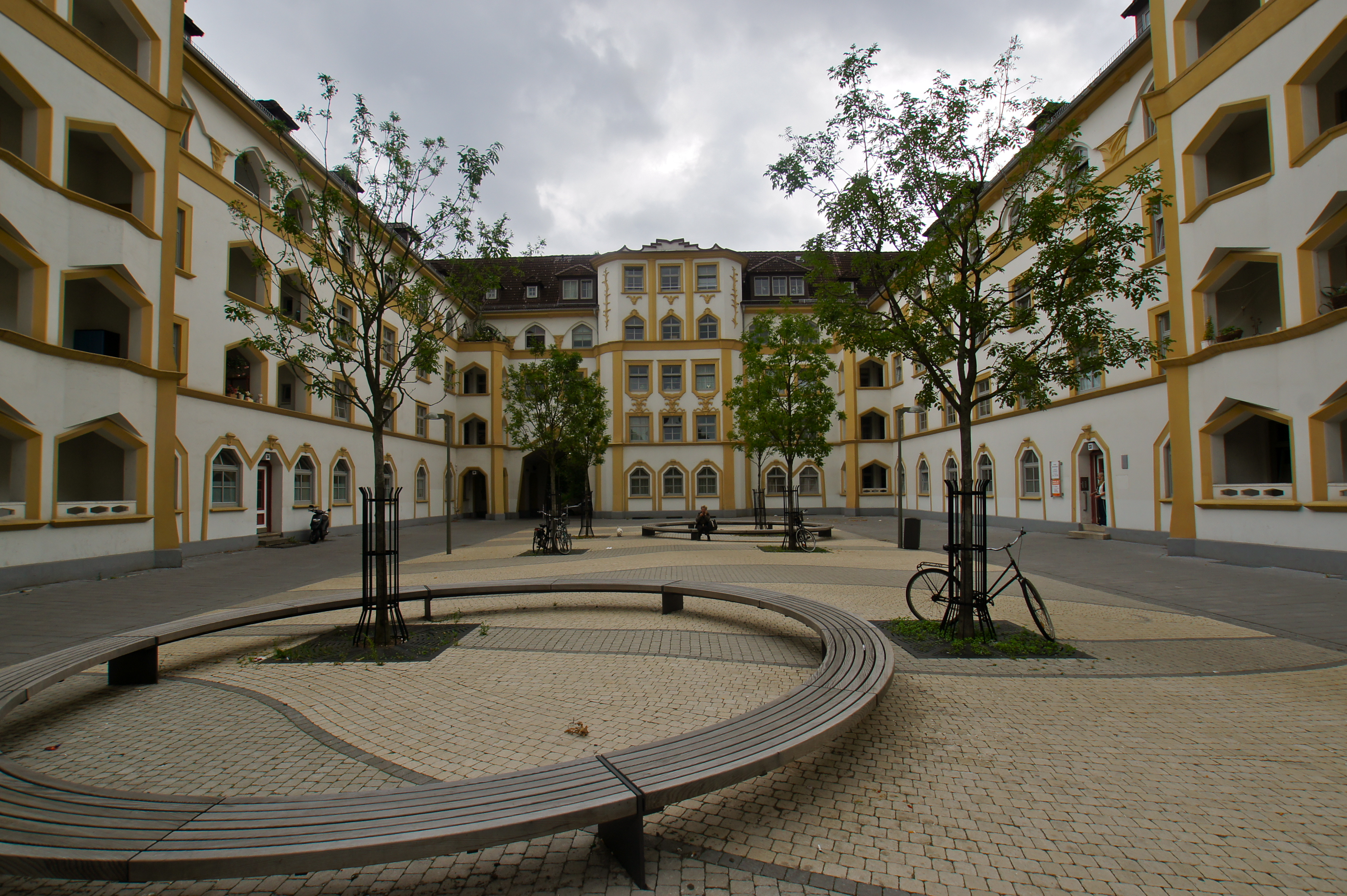
Reiherstiegviertel

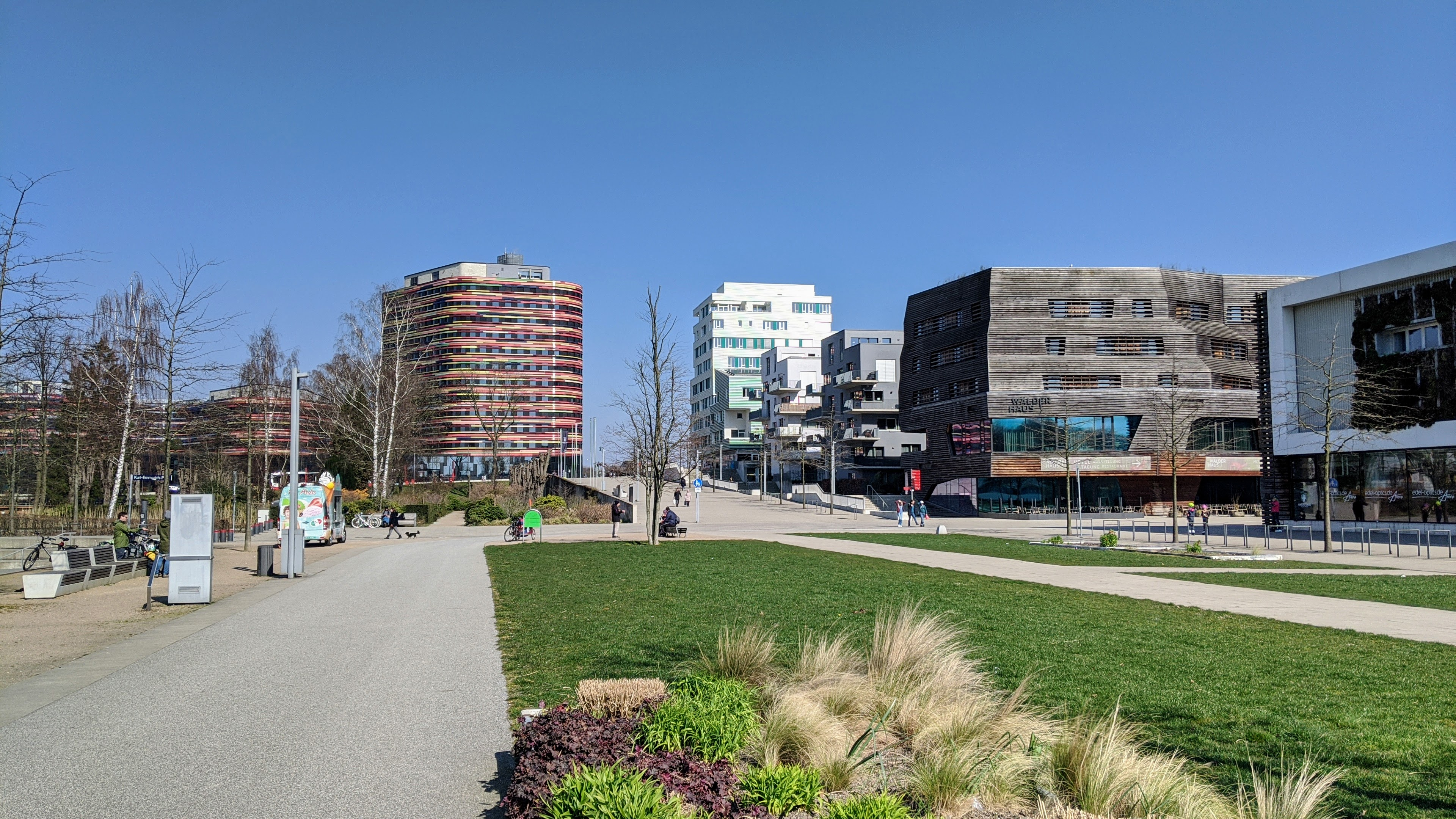
IBA-Bauten in der „Neuen Mitte Wilhelmsburg“

Wilhelmsburg liegt – zusammen mit den Stadtteilen Steinwerder, Kleiner Grasbrook und Veddel – im „Stromspaltungsgebiet“ zwischen den beiden großen Elbarmen Norderelbe und Süderelbe-Köhlbrand. Volkstümlich werden diese Gebiete oft als eine große zusammenhängende Elbinsel betrachtet und bezeichnet, tatsächlich bestehen sie aber aus einer Vielzahl kleinerer Inseln.
Der Stadtteil Wilhelmsburg umfasst neben der gleichnamigen Hauptinsel, die ihrerseits im 18. Jahrhundert durch Eindeichung aus mehreren kleinen Inseln (Stillhorn, Georgswerder, Moorwerder) entstand, außerdem die Insel Hohe Schaar und einen Teil der Insel Neuhof.
Wilhelmsburg grenzt im Norden an die Stadtteile Steinwerder, Kleiner Grasbrook und Veddel, im Osten an Rothenburgsort, Spadenland und Ochsenwerder, im Süden an Neuland, Harburg und Heimfeld sowie im Westen an Moorburg und Altenwerder. Ganz im Südosten, an der Bunthäuser Spitze, grenzt Wilhelmsburg zudem an die niedersächsische Gemeinde Seevetal.
Das Gesamtgebiet zwischen Norder- und Süderelbe/Köhlbrand umfasst etwa sieben mal sieben Kilometer, also gut 50 Quadratkilometer. Davon entfallen rund 35 Quadratkilometer auf den Stadtteil Wilhelmsburg, die gleichnamige Hauptinsel ist etwa 25 Quadratkilometer groß.

### Räumliche Gliederung
Wilhelmsburg hat aufgrund seiner Geschichte kein gewachsenes Zentrum, sondern teilt sich in sehr unterschiedliche und zum Teil weit voneinander entfernte Bereiche:
- Das Reiherstiegviertel im Nordwesten entstand ab 1880 als hafennahes Gewerbe- und Arbeiterwohnquartier und bildete lange Zeit ein urbanes Zentrum im ansonsten weiterhin ländlich geprägten Wilhelmsburg.
- Der Westen des Stadtteils (Neuhof, Hohe Schaar, östliches Reiherstiegufer) besteht aus ausgedehnten Industrie- und Hafengebieten.
- Die ehemalige Insel Georgswerder im Nordosten, Stillhorn mit Kirchdorf im Süden sowie Moorwerder im äußersten Südosten sind bis heute überwiegend ländlich und von kleinteiliger Bebauung geprägt. Einige seit den 1970er Jahren entstandene Großwohnsiedlungen östlich und südlich des S-Bahnhofes sowie in Kirchdorf-Süd bilden bis heute einen starken Kontrast zu ihrer ländlichen Umgebung.
- Zwei vielbefahrene Verkehrsachsen im Zentrum der Insel (Bahntrasse und Wilhelmsburger Reichsstraße) bilden bis heute eine trennende Schneise zwischen den Quartieren. Seit Beginn der 2000er Jahre wird dieser Bereich im Rahmen der zeitgleich abgehaltenen Internationalen Bauausstellung und Internationalen Gartenschau 2013 neu geordnet („Neue Mitte Wilhelmsburg“): Dazu wurde die Wilhelmsburger Reichsstraße um 400 Meter nach Osten an die Bahntrasse verlegt und der freiwerdende Raum für neue Wohnquartiere (Spreehafenviertel, Elbinselquartier, Wilhelmsburger Rathausviertel) und Grünanlagen (Wilhelmsburger Inselpark) genutzt.

## Geschichte

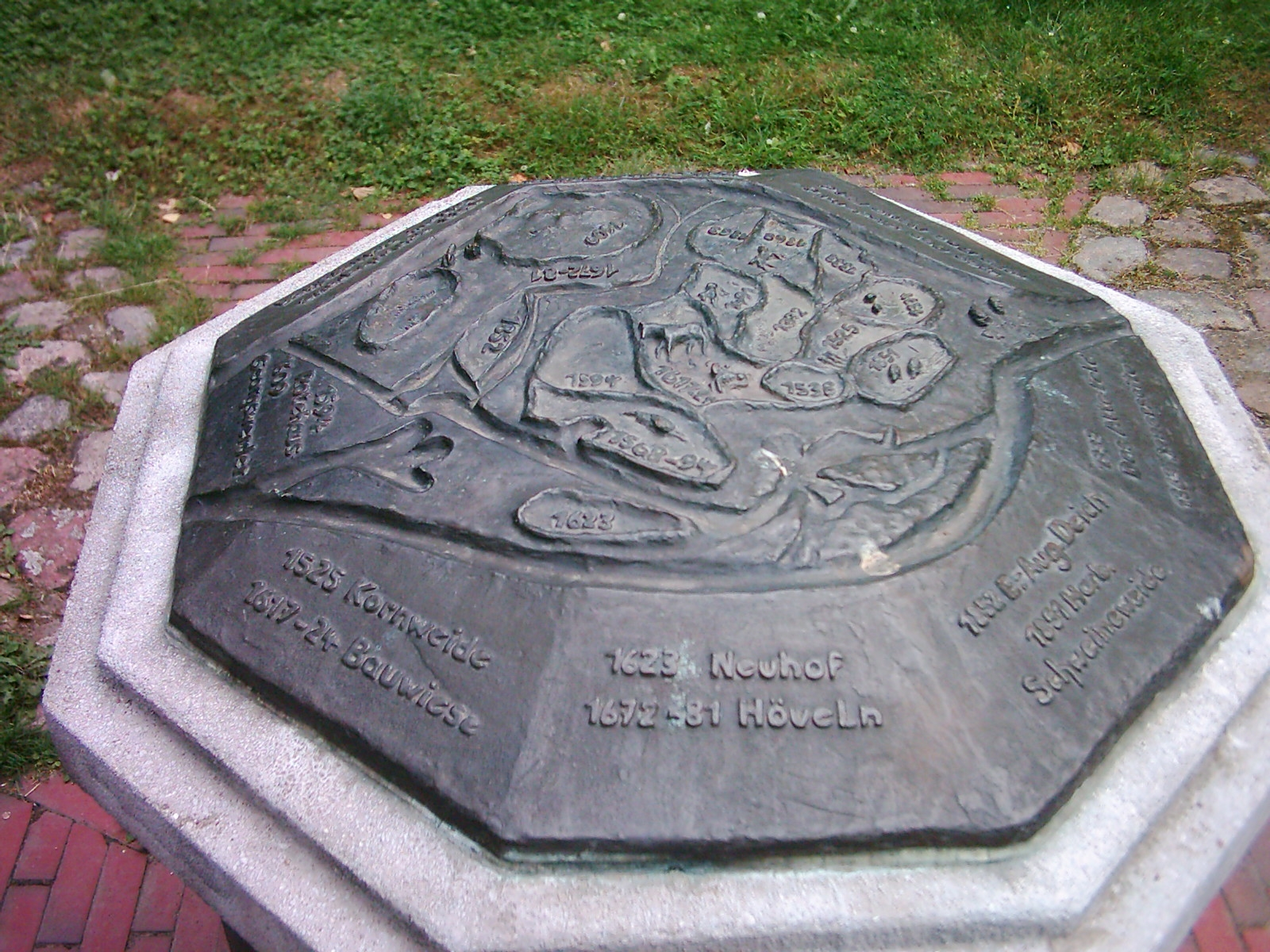
Deichdenkmal mit den Eindeichungsdaten der verschiedenen Teile Wilhelmsburgs

Die Elbinsellandschaft entstand am Ende der Weichsel-Kaltzeit vor etwa 11.700 Jahren, als die letzten holsteinischen Gletscher abschmolzen und zwischen den Geesträndern im Norden und Süden des heutigen Hamburger Stadtgebietes ein Meer von kleinen und größeren Insel hinterließen. Menschen siedelten hier seit dem 14. Jahrhundert – von Spadenland in den Vierlanden kommend – zunächst auf Warften oder Wurten, künstlichen Erdhügeln, die so vor Hochwasser geschützt waren. Sommerdeiche schützten die Felder. 1672 erwarb Georg Wilhelm von Braunschweig-Lüneburg-Celle drei große Elbinseln, die durch Verbindungsdeiche miteinander verbunden wurden und fortan den Namen „Wilhelmsburg“ trugen; eine um 1500 erbaute kleine Wasserburg wurde zur Wasserburg Wilhelmsburg. Die Georg-Wilhelm-Straße erinnert an den einstigen Gründer.
Nach der Annexion des Unterelbegebiets durch Frankreich war Wilhelmsburg zwischen 1811 und 1814 ein Kanton im Arrondissement Hambourg des Departements der Elbemündung, danach wieder Teil des Königreiches Hannover, das nach der Niederlage im Deutschen Krieg 1866 zur preußischen Provinz wurde.

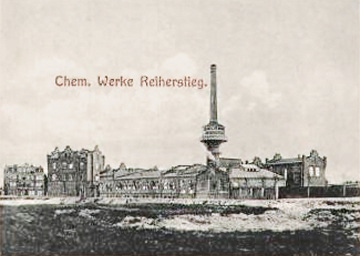
Chemische Werke Reiherstieg (1907)

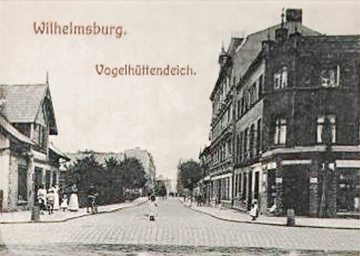
Vogelhüttendeich im Reiherstiegviertel (1907)

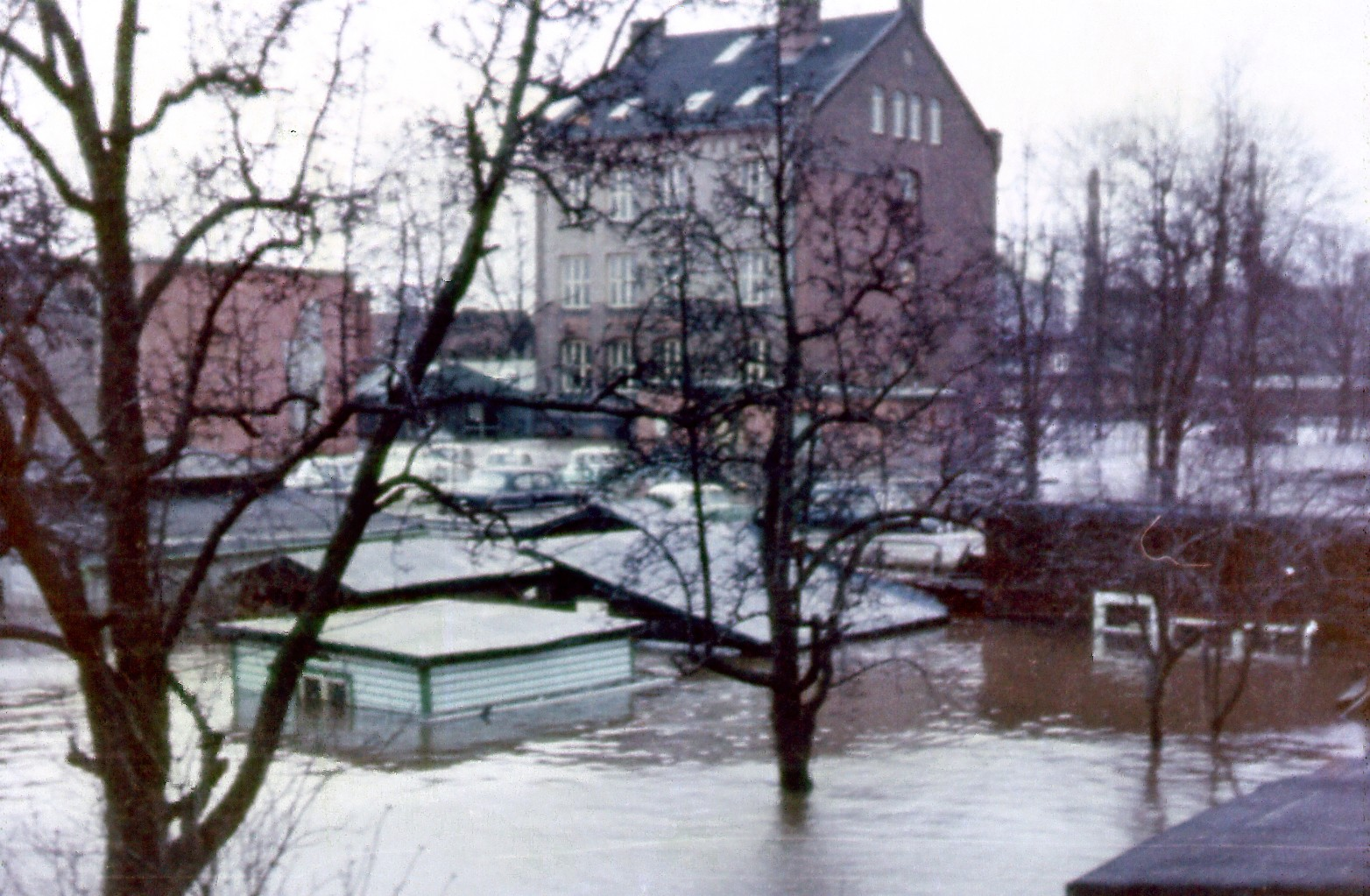
Sturmflut 1962 in Wilhelmsburg

Nach dem Beitritt Hamburgs zum Deutschen Zollverein 1888 und dem damit verbundenen Ausbau des Hamburger Hafens entstanden auch auf preußischer Seite zahlreiche neue Hafenbecken, Kanäle, Straßen und Brücken, Fabriken und Mietskasernen, ein Güterbahnhof, die Wilhelmsburger Industriebahn und das Reiherstiegviertel als hafennahes Arbeiterwohngebiet. Der erste industrielle Großbetrieb war die Hamburger Wollkämmerei, die schon 1890 etwa 1000 Beschäftigte hatte. Fast die Hälfte davon waren Einwanderer aus Westpreußen und Posen.
1925 wurde Wilhelmsburg aus dem Landkreis Harburg herausgelöst und zum Stadtkreis (kreisfreie Stadt) erhoben. 1927 wurde es mit dem benachbarten Harburg zur Großstadt Harburg-Wilhelmsburg vereinigt. Durch das Groß-Hamburg-Gesetz wurde Harburg-Wilhelmsburg mit Wirkung vom 1. April 1937 zunächst als Stadt dem Land Hamburg eingegliedert und 1938 auch formell eingemeindet. Von April 1943 bis März 1945 bestand am Blumensand auf der Hohen Schaar das Arbeitserziehungslager Langer Morgen.
1951 wurde Wilhelmsburg Stadtteil des Bezirkes Harburg. Von der Sturmflutkatastrophe 1962 wurde die Elbinsel besonders schwer getroffen: von 315 Todesopfern in ganz Hamburg waren allein 222 in Wilhelmsburg zu beklagen, vor allem im Reiherstiegviertel und einer Behelfsheimsiedlung am Klütjenfelder Hauptdeich.
Am 1. März 2008 wurde Wilhelmsburg aus dem Bezirk Harburg ausgegliedert und dem Bezirk Hamburg-Mitte zugeordnet.

## Statistik

### Überblick
Stand: 31. Dezember 2023
- Anteil der unter 18-Jährigen: 20,1 % [Hamburger Durchschnitt: 16,8 %]
- Anteil der Haushalte mit Kindern: 21,6 % [Hamburger Durchschnitt: 17,8 %]
- Anteil der über 64-Jährigen: 13,2 % [Hamburger Durchschnitt: 17,8 %]
- Ausländeranteil: 34,8 % [Hamburger Durchschnitt: 20,7 %]
- Anteil von Leistungsempfängern nach SGB II: 18,1 % [Hamburger Durchschnitt: 10 %]
- Arbeitslosenquote: 9,2 % [Hamburger Durchschnitt: 6,2 %]

Wilhelmsburg zählt zu den weniger wohlhabenden Hamburger Stadtteilen. Die durchschnittlichen jährlichen Einkünfte pro Steuerpflichtigem betrugen hier im Jahre 2013 etwa 21.890 Euro (Hamburger Durchschnitt: 39.054 Euro).
2013 gehörten 7.969 von insgesamt 22.096 Wohnungen im Stadtteil der städtischen SAGA Unternehmensgruppe, also etwa 36 Prozent.

### Einwohnerentwicklung
Die folgende Übersicht zeigt die Volkszählungsergebnisse der Gemeinde Wilhelmsburg nach dem jeweiligen Gebietsstand. Mit der Vereinigung mit der damaligen Stadt Harburg 1927 zu Harburg-Wilhelmsburg überschritt die Einwohnerzahl der Gemeinde die Grenze von 100.000 und machte sie zur Großstadt. Bei der Zählung am 16. Juni 1933 hatte die Stadt 112.593 Einwohner. Seit dem 1. Januar 1938 ist sie Teil der Stadt Hamburg. Die Einwohnerzahlen beziehen sich ab 1890 auf die „ortsanwesende Bevölkerung“ und ab 1925 auf die Wohnbevölkerung.
Im Jahr 2016 waren 20,9 % der Bevölkerung jünger als 18 Jahre (Hamburg: 16,2 %), 60,4 % hatten einen Migrationshintergrund, unter den Jugendlichen lag diese Zahl bei 78,9 % (Hamburg: 34,1 bzw. 50,4 %).
| Stichtag Jahr     | Einwohner |
| ----------------- | --------- |
| 01. Dezember 1890 | 8.800     |
| 02. Dezember 1895 | 12.772    |
| 01. Dezember 1900 | 16.640    |
| 01. Dezember 1905 | 22.359    |
| 01. Dezember 1910 | 28.225    |
| 01. Dezember 1916 | 26.369    |
| 05. Dezember 1917 | 25.380    |
| 08. Oktober 1919  | 28.402    |
| 16. Juni 1925     | 32.517    |

| Jahr      | 1987   | 1988   | 1989   | 1990   | 1991   | 1992   | 1993   | 1994   | 1995   | 1996   | 1997   | 1998   | 1999   |
| Einwohner | 44.047 | 44.477 | 45.636 | 46.686 | 46.876 | 47.523 | 47.729 | 47.670 | 47.772 | 47.604 | 47.256 | 46.280 | 46.110 |

| Jahr      | 2000   | 2001   | 2002   | 2003   | 2004   | 2005   | 2006   | 2008   | 2009   | 2010   | 2011   | 2012   | 2013   |
| Einwohner | 46.125 | 47.180 | 47.857 | 47.847 | 48.322 | 48.957 | 49.132 | 49.803 | 50.091 | 50.472 | 50.731 | 51.171 | 52.372 |

| Jahr      | 2014   | 2015   | 2016   | 2017   | 2018   |
| Einwohner | 52.892 | 53.764 | 55.074 | 54.169 | 54.068 |

## Politik
Für die Wahl zur Bürgerschaft gehört Wilhelmsburg zum Wahlkreis Billstedt – Wilhelmsburg – Finkenwerder. Die Bürgerschaftswahlen seit 1966 führten zu folgenden Ergebnissen:
| Bürgerschaftswahl | SPD    | Linke1) | Grüne2) | CDU    | AfD    | FDP    | Übrige   |
| ----------------- | ------ | ------- | ------- | ------ | ------ | ------ | -------- |
| 2025              | 35,4 % | 22,5 %  | 12,0 %  | 10,4 % | 08,9 % | 01,2 % | 09,6 %   |
| 2020              | 44,6 % | 17,7 %  | 17,4 %  | 05,9 % | 06,3 % | 01,9 % | 06,2 %   |
| 2015              | 48,2 % | 14,8 %  | 11,3 %  | 09,0 % | 06,8 % | 03,7 % | 06,2 %   |
| 2011              | 53,2 % | 10,8 %  | 08,1 %  | 15,3 % | –      | 03,4 % | 09,2 %   |
| 2008              | 43,6 % | 08,7 %  | 05,6 %  | 35,6 % | –      | 02,6 % | 04,8 %   |
| 2004              | 35,5 % | –       | 06,1 %  | 43,0 % | –      | 01,6 % | 13,8 %3) |
| 2001              | 36,2 % | 00,3 %  | 03,4 %  | 19,1 % | –      | 02,1 % | 38,9 %4) |
| 1997              | 41,8 % | 00,4 %  | 06,7 %  | 25,6 % | –      | 01,8 % | 23,7 %5) |
| 1993              | 47,7 % | –       | 07,2 %  | 17,5 % | –      | 02,4 % | 25,2 %6) |
| 1991              | 59,4 % | 00,2 %  | 03,3 %  | 28,0 % | –      | 02,6 % | 06,5 %   |
| 1987              | 58,4 % | –       | 03,6 %  | 33,5 % | –      | 02,9 % | 01,6 %   |
| 1986              | 55,7 % | –       | 05,8 %  | 34,3 % | –      | 02,3 % | 01,9 %   |
| Dez. 1982         | 65,7 % | –       | 03,9 %  | 28,3 % | –      | 01,3 % | 00,8 %   |
| Juni 1982         | 56,3 % | –       | 04,9 %  | 33,3 % | –      | 03,5 % | 02,0 %   |
| 1978              | 66,7 % | –       | 02,1 %  | 26,5 % | –      | 02,5 % | 02,2 %   |
| 1974              | 60,5 % | –       | –       | 29,0 % | –      | 07,1 % | 03,4 %   |
| 1970              | 68,0 % | –       | –       | 24,1 % | –      | 03,2 % | 04,7 %   |
| 1966              | 72,4 % | –       | –       | 21,5 % | –      | 03,3 % | 02,8 %   |

1) 1991 und 1997 als PDS/Linke Liste, 2001 als PDS.

2) 1978 als Bunte Liste – Wehrt Euch, 1982 bis 2011 als GRÜNE/GAL.

3) Darunter 8,2 % für ProDM/Schill.

4) Darunter 34,9 % für die Schill-Partei.

5) Darunter 10,9 % für die DVU.

6) Darunter 11,6 % für die Republikaner und 5,5 % für die Statt Partei.
Die Bezirksversammlung Hamburg-Mitte hat für den Bereich der Stadtteile Wilhelmsburg, Kleiner Grasbrook, Steinwerder und Veddel den Regionalausschuss Wilhelmsburg-Veddel eingesetzt.
Für die Bundestagswahl gehört Wilhelmsburg zum Wahlkreis Hamburg-Bergedorf – Harburg. Bei den Bezirksversammlungswahlen ist der Stadtteil auf die Wahlkreise „Veddel, Wilhelmsburg-Ost, Kleiner Grasbrook“ und „Wilhelmsburg-West, Steinwerder, Waltershof, Finkenwerder, Neuwerk“ aufgeteilt.

## Kultur und Sehenswürdigkeiten

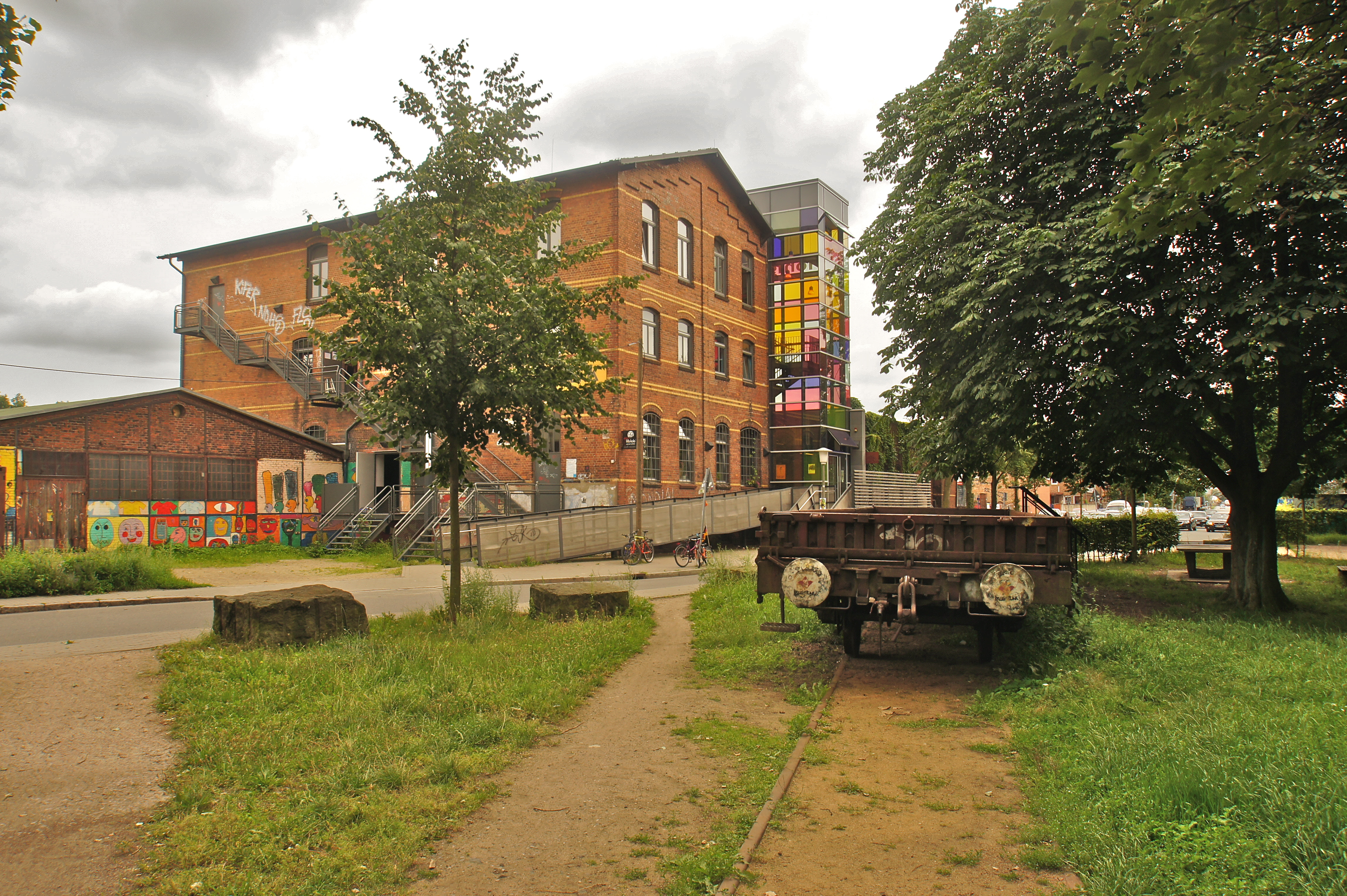
Kulturzentrum Honigfabrik am Veringkanal

### Kulturelle Einrichtungen
- Die Honigfabrik ist ein 1979 aus der Jugendzentrumbewegung entstandenes Kulturzentrum.[12]
- Das Bürgerhaus ist ein Veranstaltungszentrum.[13]
- Die Veranstaltungshalle Soul Kitchen, bekannt aus dem gleichnamigen Film, war seit 2010 ein Veranstaltungsort für Konzerte, Kunst und Soziokultur.
- Die Rialto Lichtspiele sind ein 1913 erbautes Lichtspielhaus/Theater, das am 3. Mai 2013, nach über 25 Jahren Leerstand, für einen Sommer wiedereröffnet wurde. Neben Kinofilmvorführungen fanden hier auch Lesungen, Theateraufführungen und Konzerte statt. Es wurde 2017 abgerissen und durch einen Neubau ersetzt.
- Museum Elbinsel Wilhelmsburg e. V., 1907 im Wilhelmsburger Rathaus gegründet. Es befindet sich im alten hannoverschen Amtshaus von 1724 in Kirchdorf und wurde auf den Grundmauern des „Adligen Sitzes Stillhorn“ von 1620 errichtet.[14]
- Das Eisenbahnmuseum im Bahnbetriebswerk Hamburg-Wilhelmsburg existierte von 1981 bis 1994 und fiel einem Feuer zum Opfer.

### Bauwerke

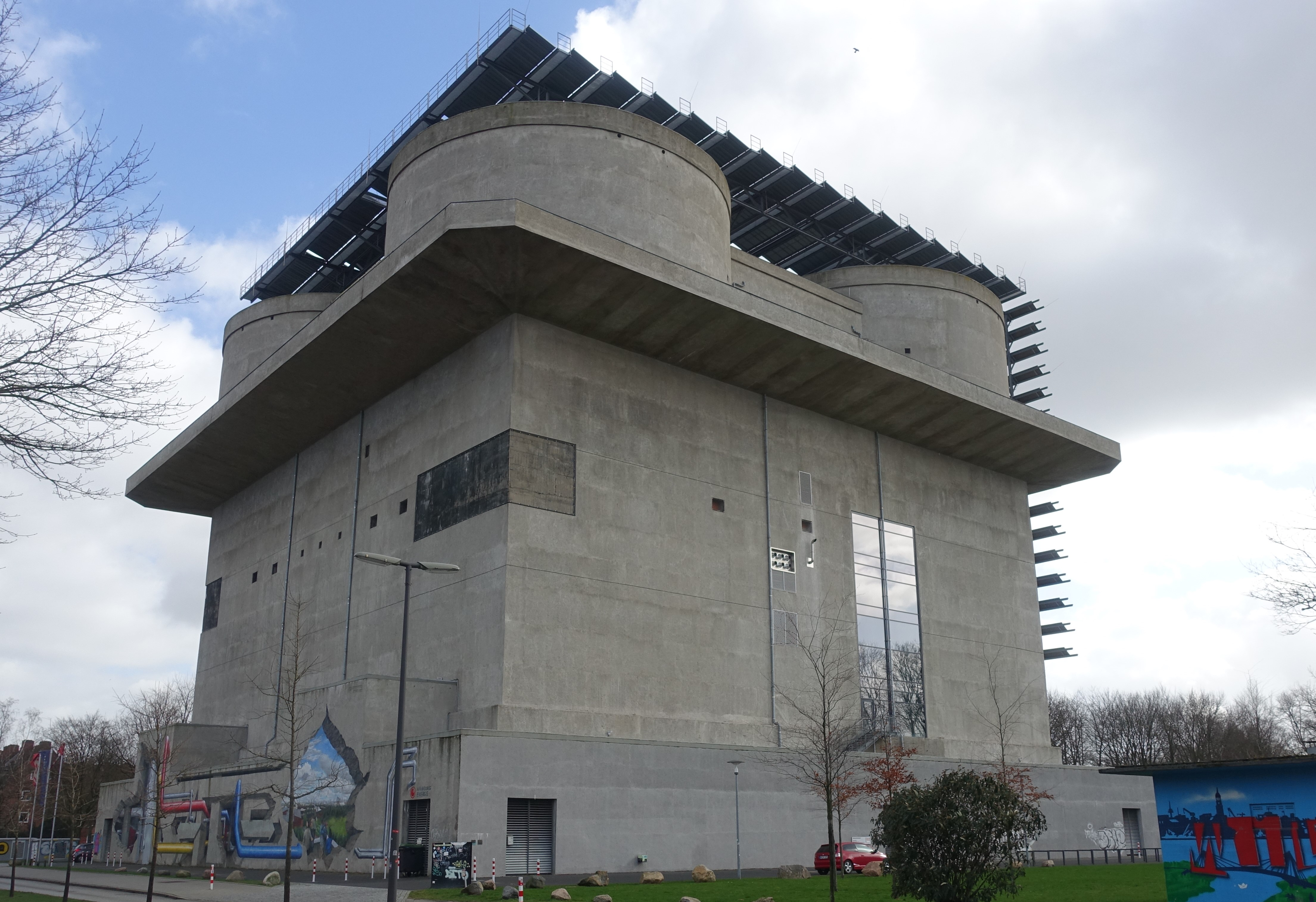
Zum „Energiebunker“ umgebauter ehemaliger Flakturm Wilhelmsburg

- In Kirchdorf befindet sich die Windmühle Johanna und das Museum Elbinsel Wilhelmsburg e. V.
- Der ehemalige Wasserturm Groß Sand steht am gleichnamigen Krankenhaus.
- An der Neuhöfer Straße befindet sich ein Flakbunker aus dem Zweiten Weltkrieg.
- Seit dem Ende des 19. Jahrhunderts verbindet eine Straßenbrücke die Stadtteile Wilhelmsburg und Hamburg-Harburg über die Süderelbe. Im Jahr 1937 wurde daneben ein Neubau eingeweiht, der eine Verkehrsentlastung herbeiführen sollte. Das neue Brückenbauwerk ist 470 m lang mit einer Spannweite von 410 m, 17,5 m breit und 3300 Tonnen Stahl wurden für sie verbaut.[15]

### Kirchen und Moscheen

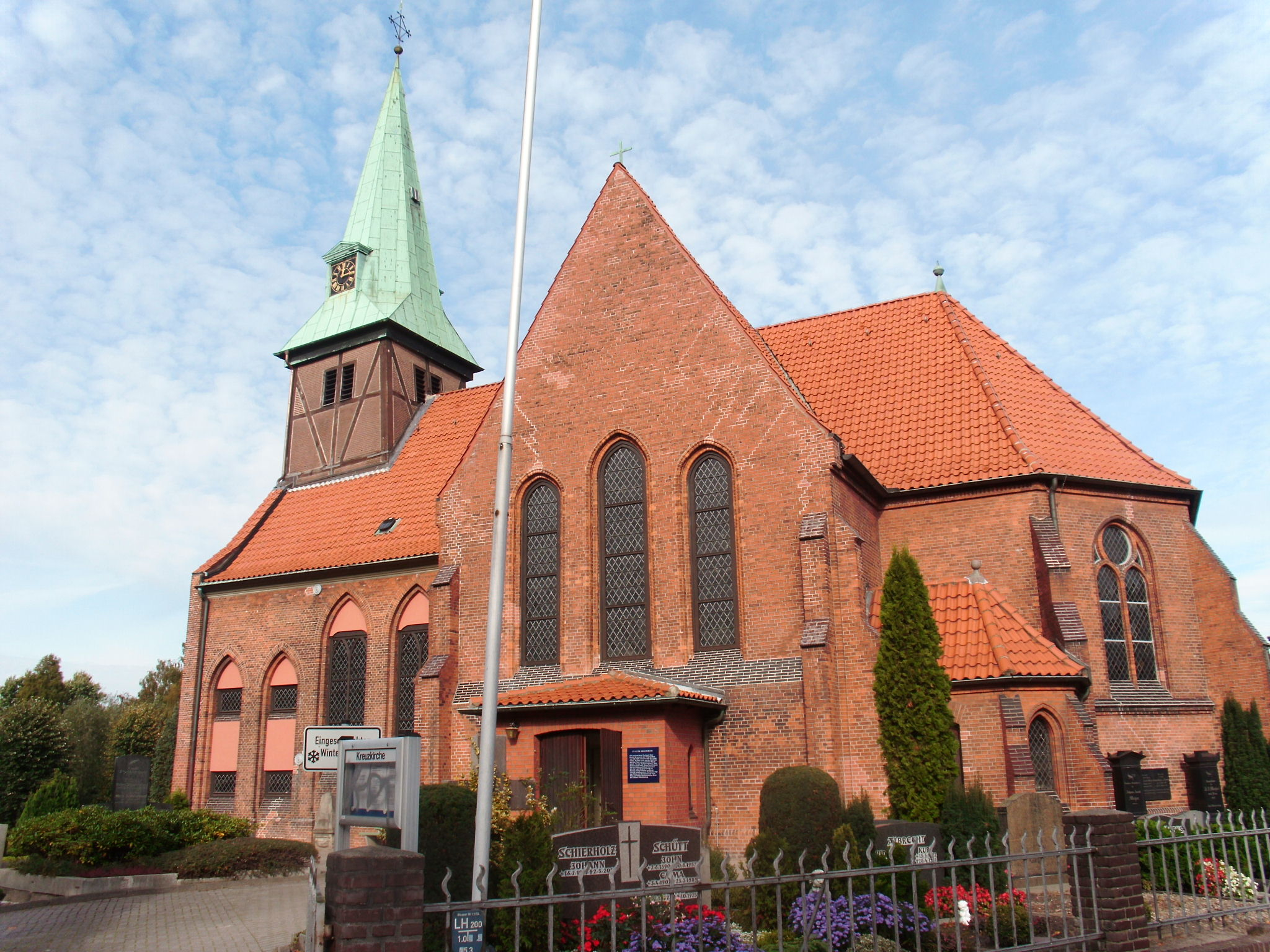
Kreuzkirche aus dem Jahr 1388

- In Wilhelmsburg gibt es die drei evangelisch-lutherischen Kirchen Emmauskirche (ehem. Reiherstiegkirche), Kreuzkirche und St. Raphael (Wilhelmsburg-Bahnhof), die römisch-katholische Kirche St. Bonifatius sowie mehrere freikirchliche Gemeinden.
- Die ehemalige katholische Kirche St. Maximilian Kolbe wurde vom Malteser-Orden zum Malteser Campus St. Maximilian Kolbe entwickelt. Dabei handelt es sich um ein quartiersbezogenes interkulturelles Zentrum für Pflege, Wohnen, Beratung, Bildung und Begegnung.[16]
- Die Paul-Gerhardt-Kirche wurde 2019 entwidmet und wird durch Wohngebäude ersetzt.[17]
- Die sechs örtlichen Moscheen sind Saidi Nursi Moschee, Ayasofya Camii, Muradiye Camii, Wilhelmsburg Camii, Yeni Cami,  Fatih Camii.

### Friedhöfe
- Evangelischer Friedhof der Kreuzkirche Kirchdorf
- Evangelischer Friedhof Wilhelmsburg (entwidmet)
- Friedhof Am Industriebahnhof, Träger: Ev. Kirchengemeinde St. Raphael; auch „Eisenbahnerfriedhof“ bzw. „Bahnhofsfriedhof“ (entwidmet)
- Friedhof Kirchdorf-Amtshof
- Friedhof Finkenriek

### Naturdenkmäler

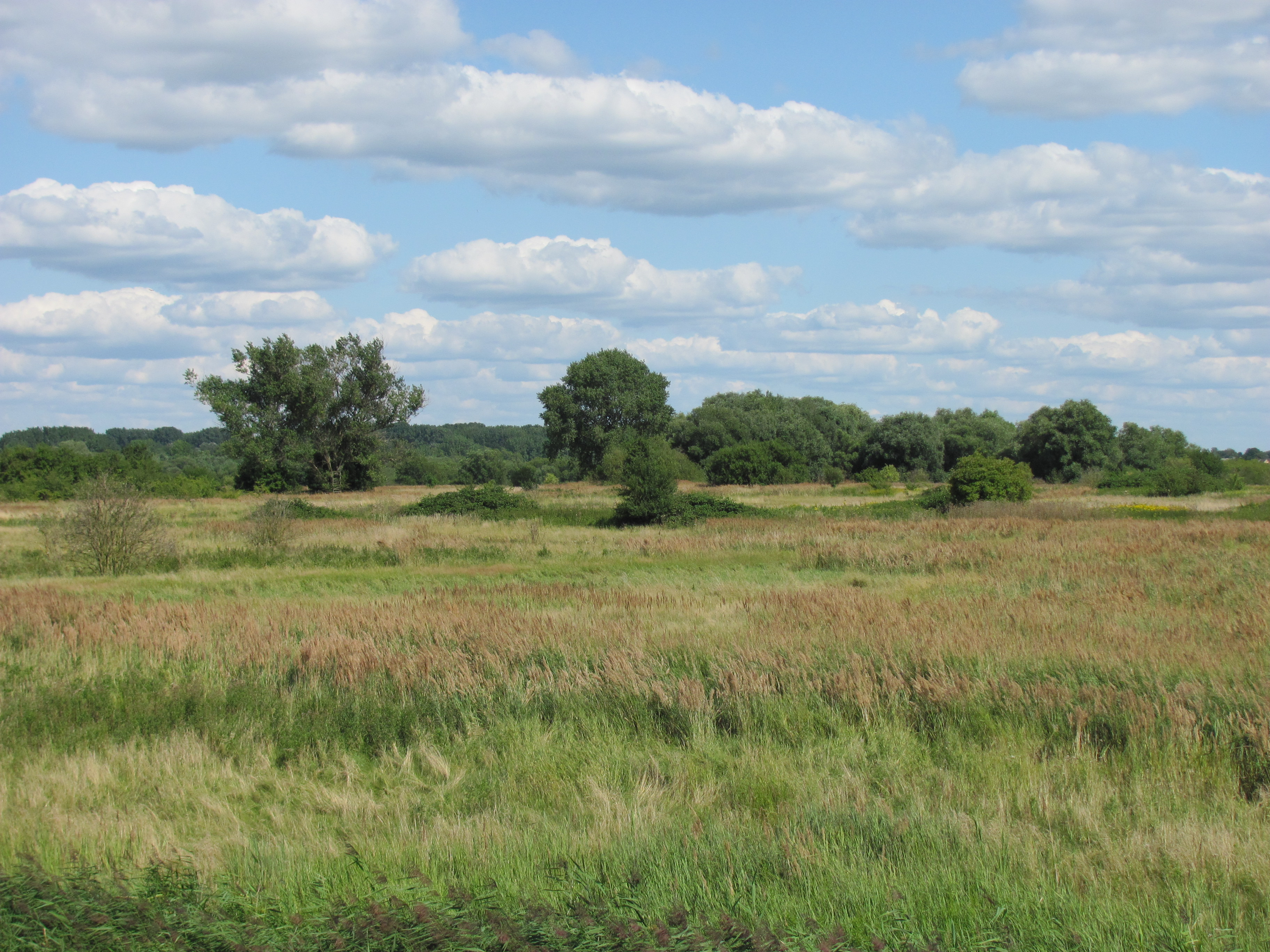
Naturschutzgebiet Auenlandschaft Norderelbe

Im Naturschutzgebiet Heuckenlock beherbergt Wilhelmsburg einen der letzten Tideauenwälder Europas. Er liegt am Südufer der Elbinsel rund einen Kilometer flussabwärts hinter der Bunthäuser Spitze, an der sich Norder- und Süderelbe teilen.
Ebenfalls in Wilhelmsburg gelegen sind die Naturschutzgebiete Rhee und Auenlandschaft Norderelbe sowie die Möwenkolonie Hohe Schaar.

### Regelmäßige Veranstaltungen
- Alljährlich im Juni findet im Norden von Wilhelmsburg das Spreehafenfest statt.
- Im Reiherstiegviertel feierte man bis Ende August 2008 das Fährstraßenfest.
- Das Dockville-Festival ist mittlerweile eines der größten Festivals in Hamburg. Das Elbinsel-Festival findet einmal im Jahr statt.
- 48h Wilhelmsburg ist ein Musik-Festival, welches einmal im Jahr stattfindet. Im Jahr 2016 waren 150 Acts auf 60 Bühnen zu sehen und zu hören. Die Künstler haben immer einen Bezug zur Insel. Die „Bühnen“ können auch mal eine Privat-Wohnung, ein Straßenlokal oder ein Parkhaus sein.

### IBA Hamburg
Im Rahmen der Internationalen Bauausstellung (IBA) wurden verschiedene Projekte auf der Elbinsel Wilhelmsburg realisiert.

### IGS 2013

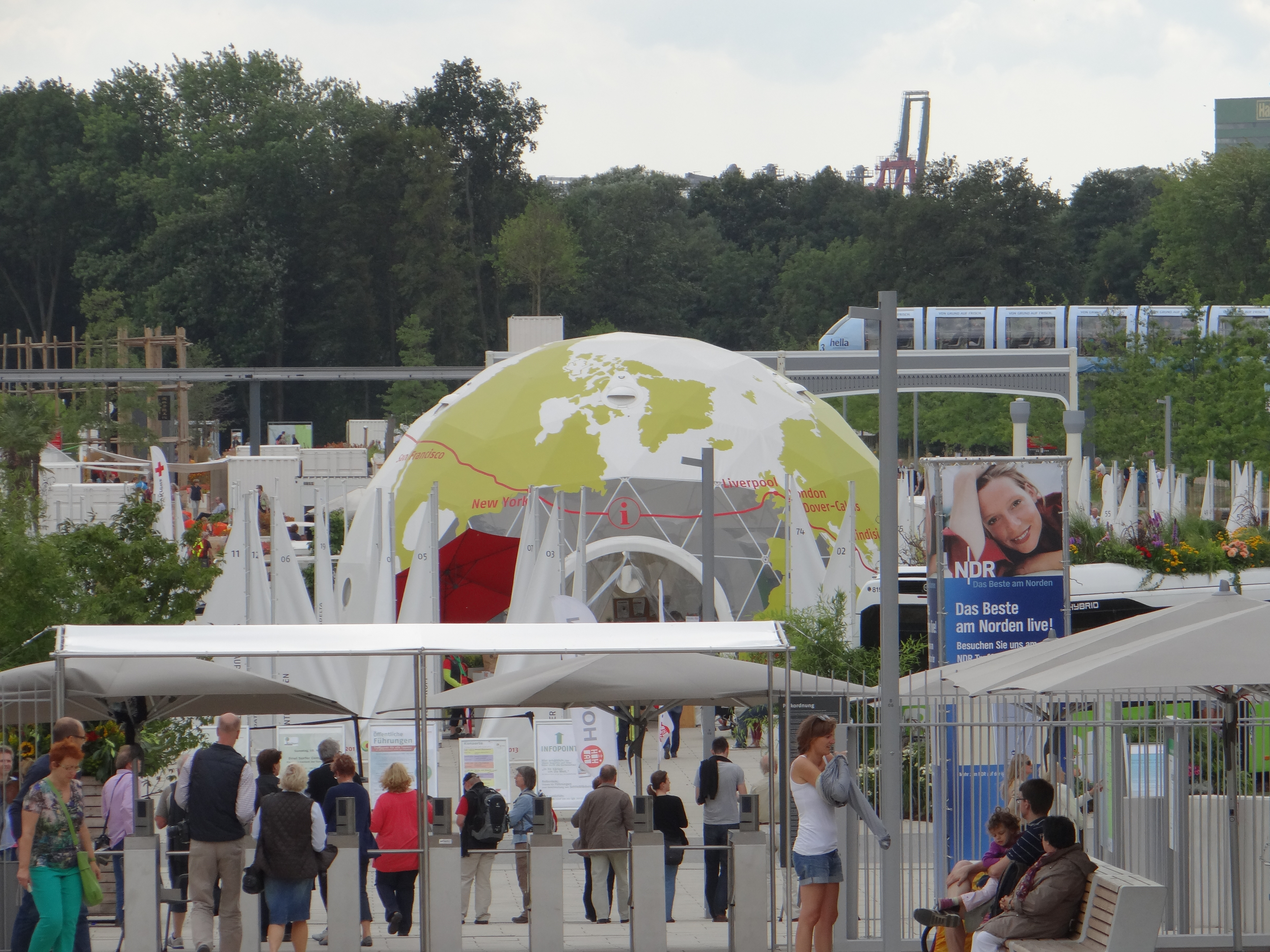
Haupteingang der igs 2013

Auf der Elbinsel Wilhelmsburg fand von April bis Oktober 2013 die Internationale Gartenschau (igs 2013) statt. Auf ca. 100 Hektar wurde mit einem Investitionsvolumen von 70 Millionen Euro das Motto „In 80 Gärten um die Welt“ umgesetzt. Die igs hat wegen geringerer Besucherzahlen als vorhergesagt mindestens 37 Millionen Euro Verlust gemacht. Als ein Grund für die geringen Besucherzahlen wurden die hohen Eintrittspreise vermutet. Das Gelände wurde im Oktober 2013 umgewandelt in den Wilhelmsburger Inselpark.

### Sport
- Der Schachclub Wilhelmsburg besteht seit 1936. Er hat seine Wurzeln im Arbeitersport.[20]

## Wirtschaft und Infrastruktur

### Industrie- und Hafenanlagen
Im Westen Wilhelmsburgs liegen auf dem Gebiet der Hohen Schaar die Nynas-Raffinerie, das Shell-Forschungslabor und andere Betriebe der Petrochemie. Im Norden gibt es die Werft Theodor Buschmann, im Süden Unternehmen der Lebensmittelindustrie wie die Kampffmeyer Mühlen und die Deutsche Extrakt Kaffee.

### Verkehr

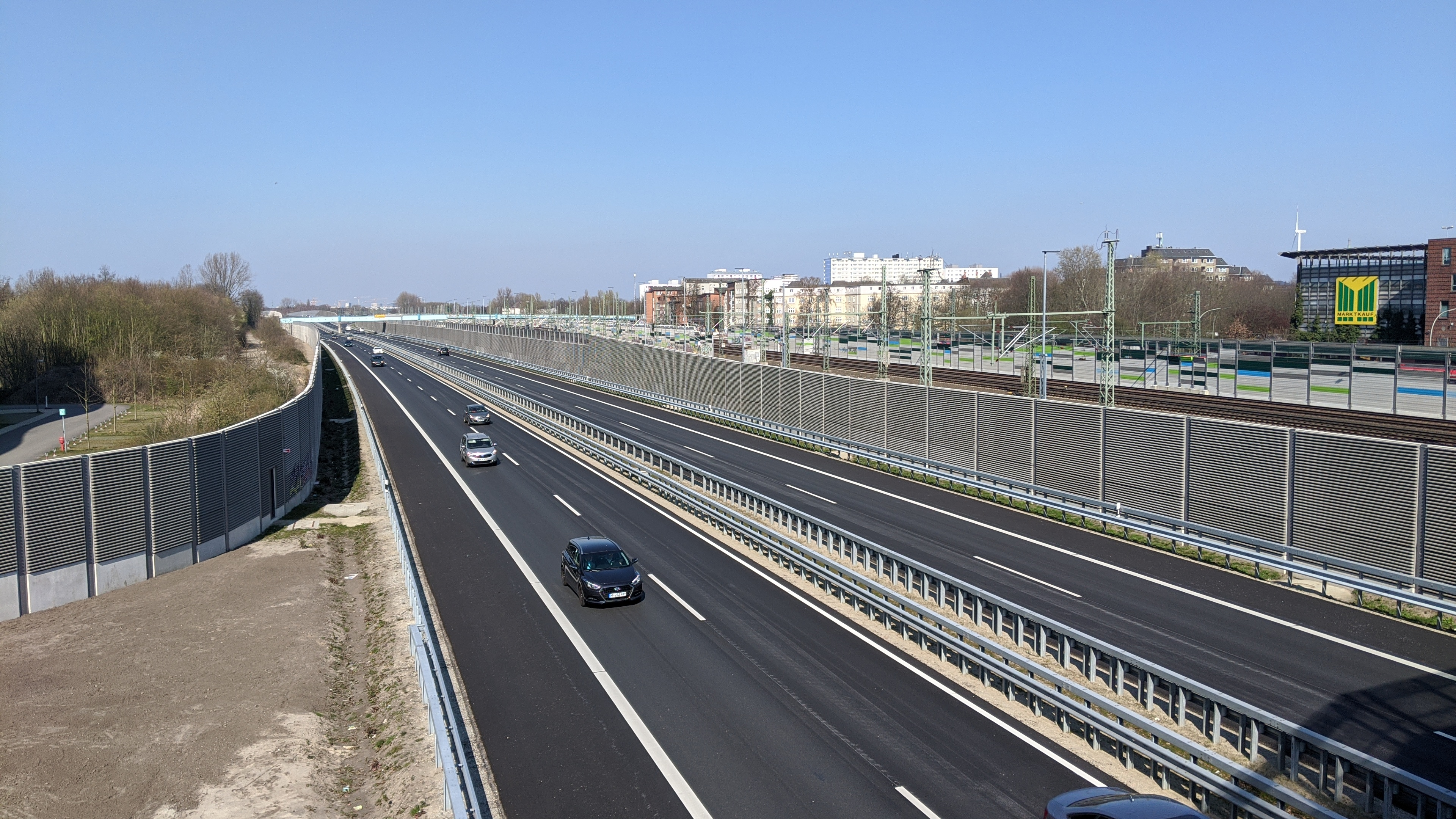
Neue Wilhelmsburger Reichsstraße

Verkehrstechnisch ist die Situation von der Insellage sowie umfangreichen Hafen- und Eisenbahnanlagen geprägt. Mit der Aufhebung des Hamburger Freihafens am 1. Januar 2013 entfielen zwar die Kontrollen an der ehemaligen Zollgrenze; die durch die Lage der Grenzübergänge beeinflusste Straßenführung ist jedoch noch nicht beseitigt.

#### Straßenverkehr

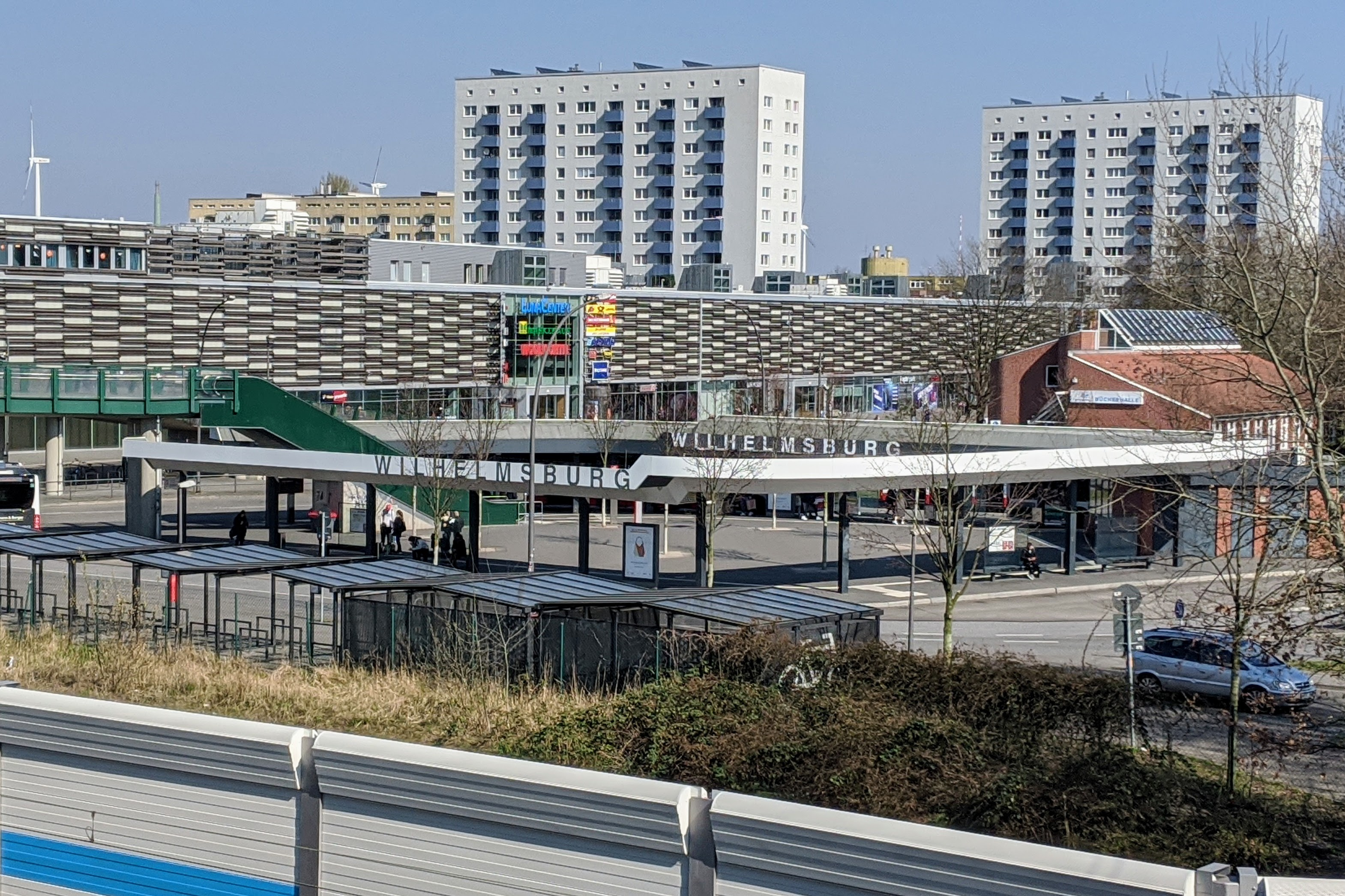
Busbahnhof am S-Bahnhof Wilhelmsburg

Wilhelmsburg wird im Osten von der Bundesautobahn A 1 in Nord-Süd-Richtung durchquert. Die Wilhelmsburger Reichsstraße mit ihren Elbbrücken verbindet als Bundesstraße B 75 die Hamburger Stadtteile die nördlich der Elbe gelegen sind mit dem Stadtteil Harburg. Die westlichen Hamburger Hafengebiete sowie die A 7 sind mit Kraftfahrzeugen über die Köhlbrandbrücke erreichbar. Im Südwesten ermöglicht die Kattwykbrücke eine Querung der Süderelbe. Wenig Bedeutung für den Autoverkehr heute hat der Alte Elbtunnel, der Wilhelmsburg (Steinwerder) nach Norden hin zur Innenstadt anbindet, der aber an Bedeutung für den Radverkehr nicht zu vernachlässigen ist. Wilhelmsburg ist wegen der Nähe zum Hafen in starkem Maße von LKW-Verkehr belastet.
Der öffentliche Personennahverkehr (ÖPNV) wird durch verschiedene Buslinien innerhalb des Hamburger Verkehrsverbundes (HVV) sichergestellt. Die Buslinien dienen dabei neben den örtlichen Verbindungen als Zubringer zu den beiden in Wilhelmsburg befindlichen S-Bahn-Stationen Wilhelmsburg und Veddel der ebenfalls im HVV verkehrenden S-Bahn-Linien S3 und S5.

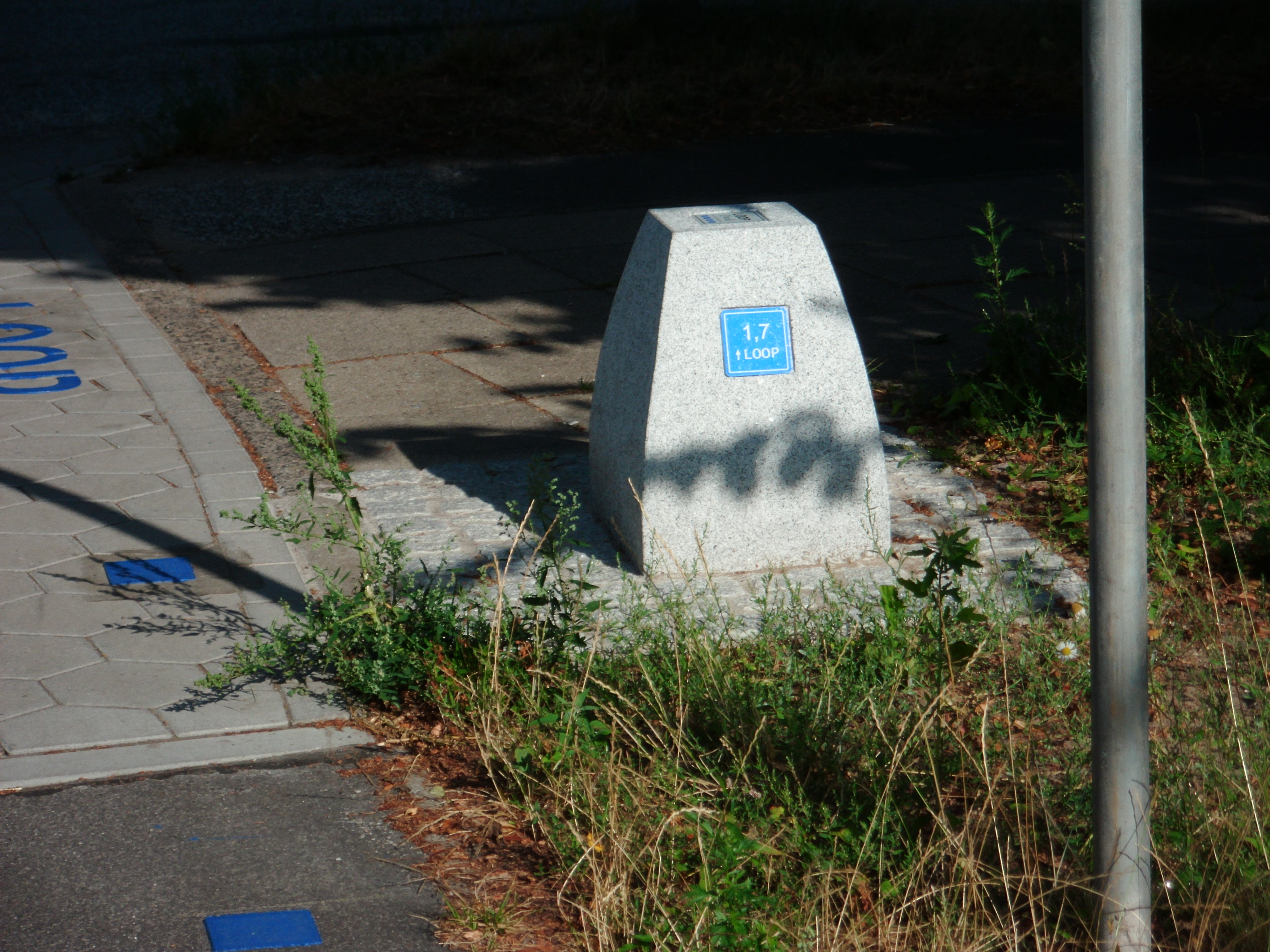
Kilometerstein am Loop

Im Fahrradverkehr ist Wilhelmsburg als künftiger Hamburger Modellstadtteil für den Radverkehr durch die Presse gegangen. Dazu wird neben den Velorouten zwischen Harburg und der Hamburger City bzw. City-Süd ein Freizeitrundkurs ausgebaut, der Loop genannt wird. Zwei erste Abschnitte sind als Fahrradstraßen ausgebaut worden.

#### Schienenverkehr

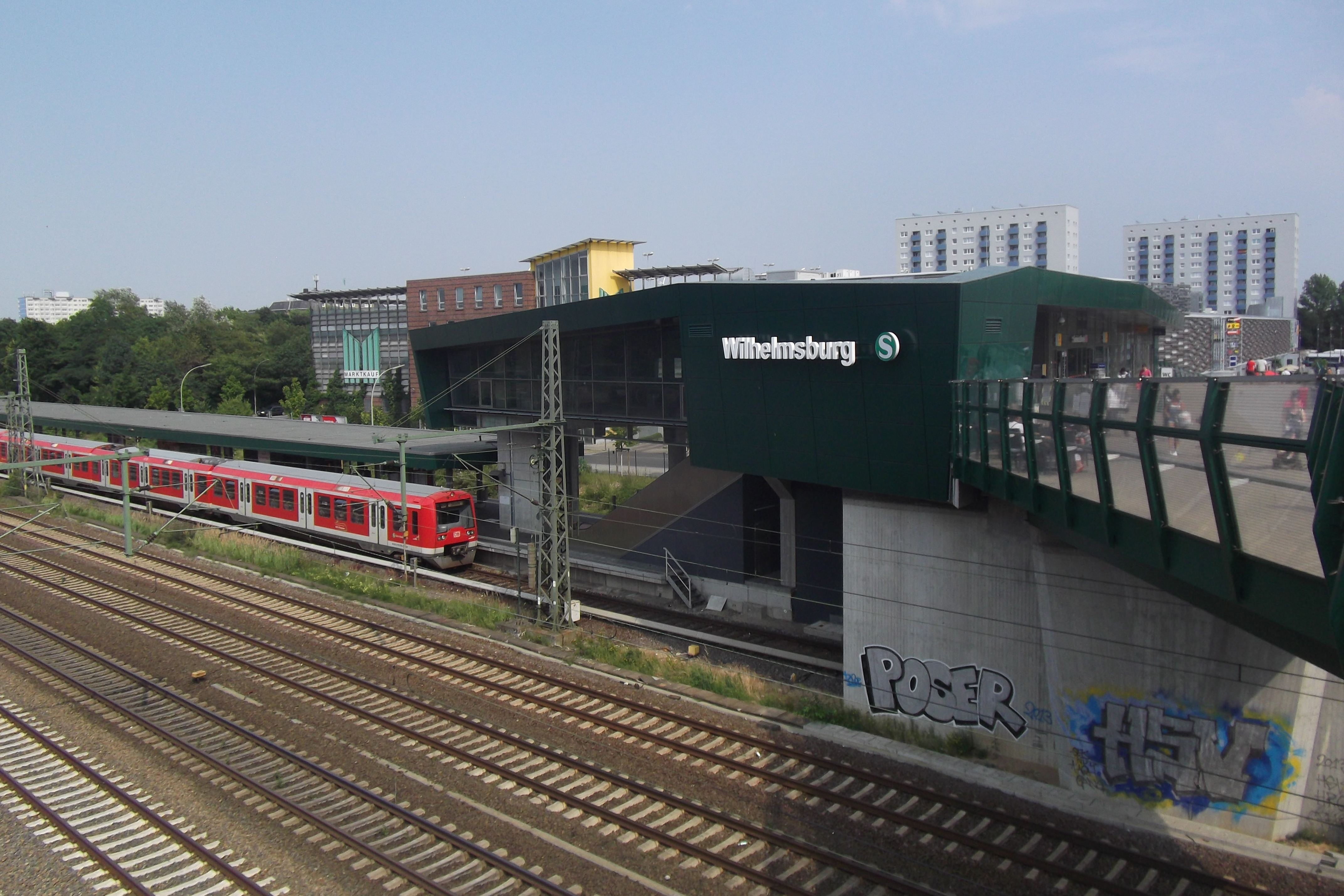
S-Bahnhof Wilhelmsburg

In Nord-Süd-Richtung verlaufen gebündelt mehrere Eisenbahnstrecken mit jeweils zwei Gleisen über die Elbinsel. Dies sind von Westen nach Osten:
- Hafenbahngleise zur Übergabe an die Rangierbahnhöfe der Hamburger Hafenbahn
- Bahnstrecke Wanne-Eickel–Hamburg für den Personenverkehr
- Bahnstrecke Buchholz–Hamburg-Allermöhe für den Güterverkehr
- Harburger S-Bahn, befahren durch die S-Bahn-Linien S3 und S5. Dieser Ast der Hamburger S-Bahn ist mit über 100.000 Fahrgästen pro Tag der am stärksten belastete in Hamburg. Auf der Elbinsel befinden sich die Stationen Veddel und Wilhelmsburg.

Der Rangierbahnhof Hamburg-Wilhelmsburg wird heute nur noch zum Abstellen von Güterzügen und Lokomotiven verwendet. Die ursprüngliche Aufgabe der Zugbildung in und aus dem Hafen hat der Rangierbahnhof Maschen übernommen. Um den Rangierbahnhof entstand mit dem Bahnhofsviertel ein eigener Stadtteil.
Das verzweigte Netz der Hamburger Hafenbahn hat auf der Elbinsel zwei der drei Haupthafenbahnhöfe. Im Hafenbahnhof Hohe Schaar werden Güterwagen mit den Massengütern Getreide, Kali und Mineralölprodukten, im Hafenbahnhof Hamburg-Süd Wagen mit Containern, Kraftfahrzeugen, Früchten und nicht containerisierbaren Stückgütern behandelt. Die aus dem Netz der DB hereinkommenden Züge werden dort zerlegt und die Wagen den Kaianlagen und Betrieben im Hafen zugestellt bzw. mit den Wagen aus dem Hafen werden Züge für Ziele in ganz Europa zusammengestellt.
Die Gleisanlagen zwischen Reiherstieg und der Wohnbebauung gehörten ehemals zur Wilhelmsburger Industriebahn, die nach der Flutkatastrophe 1962 von der Hafenbahn übernommen wurde.
Im Zuge des Baus der U-Bahn-Linie U4 der Hamburger Hochbahn wird auch eine Verlängerung über Wilhelmsburg nach Harburg diskutiert.

### Öffentliche Einrichtungen

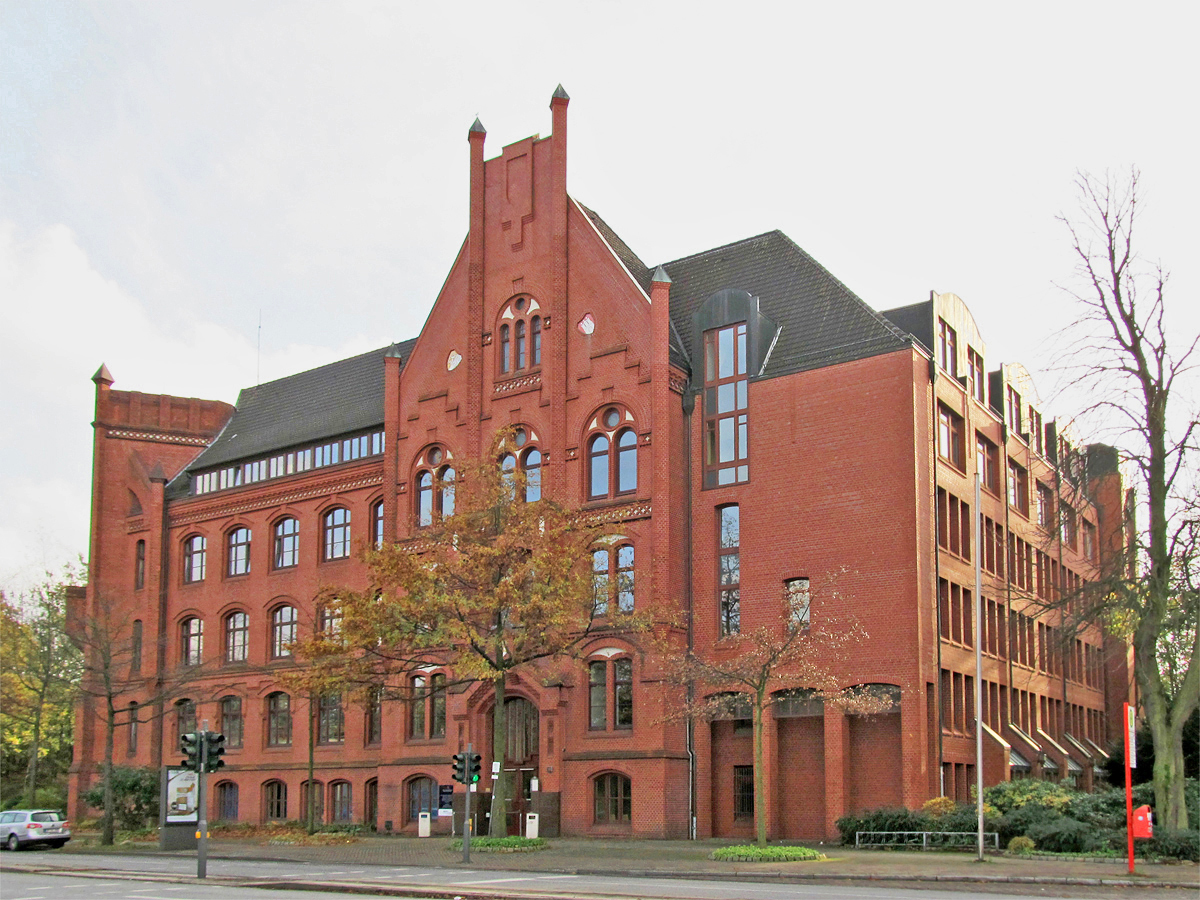
Altes Rathaus Wilhelmsburg, heute Kundenzentrum des Bezirksamts Hamburg-Mitte

- Altes Rathaus Wilhelmsburg, heute Kundenzentrum des Bezirksamts Hamburg-MitteDas Rathaus Wilhelmsburg mit einem Kundenzentrum des Bezirks Hamburg-Mitte befindet sich in der Mengestraße.
- Das Polizeikommissariat 44 hat seinen Sitz in der Georg-Wilhelm-Straße.
- Die Feuer- und Rettungswache Wilhelmsburg (F34) der Feuerwehr Hamburg ist zusammen mit der Freiwilligen Feuerwehr Wilhelmsburg in der Rotenhäuser Straße untergebracht.

### Bildung
- Schule PerlstiegSchule Rotenhäuser StraßeElbinselschule[21]

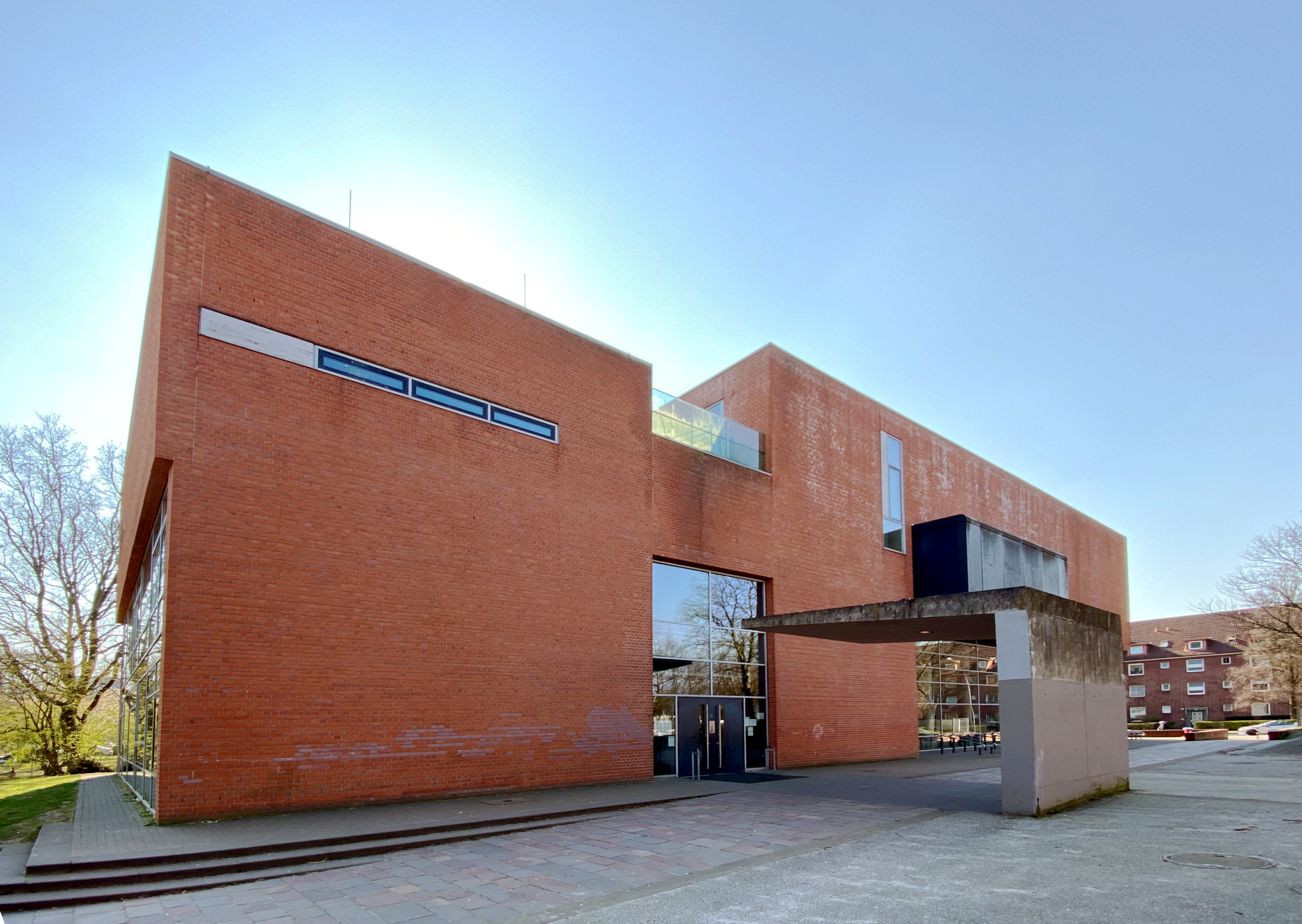
Schule Perlstieg

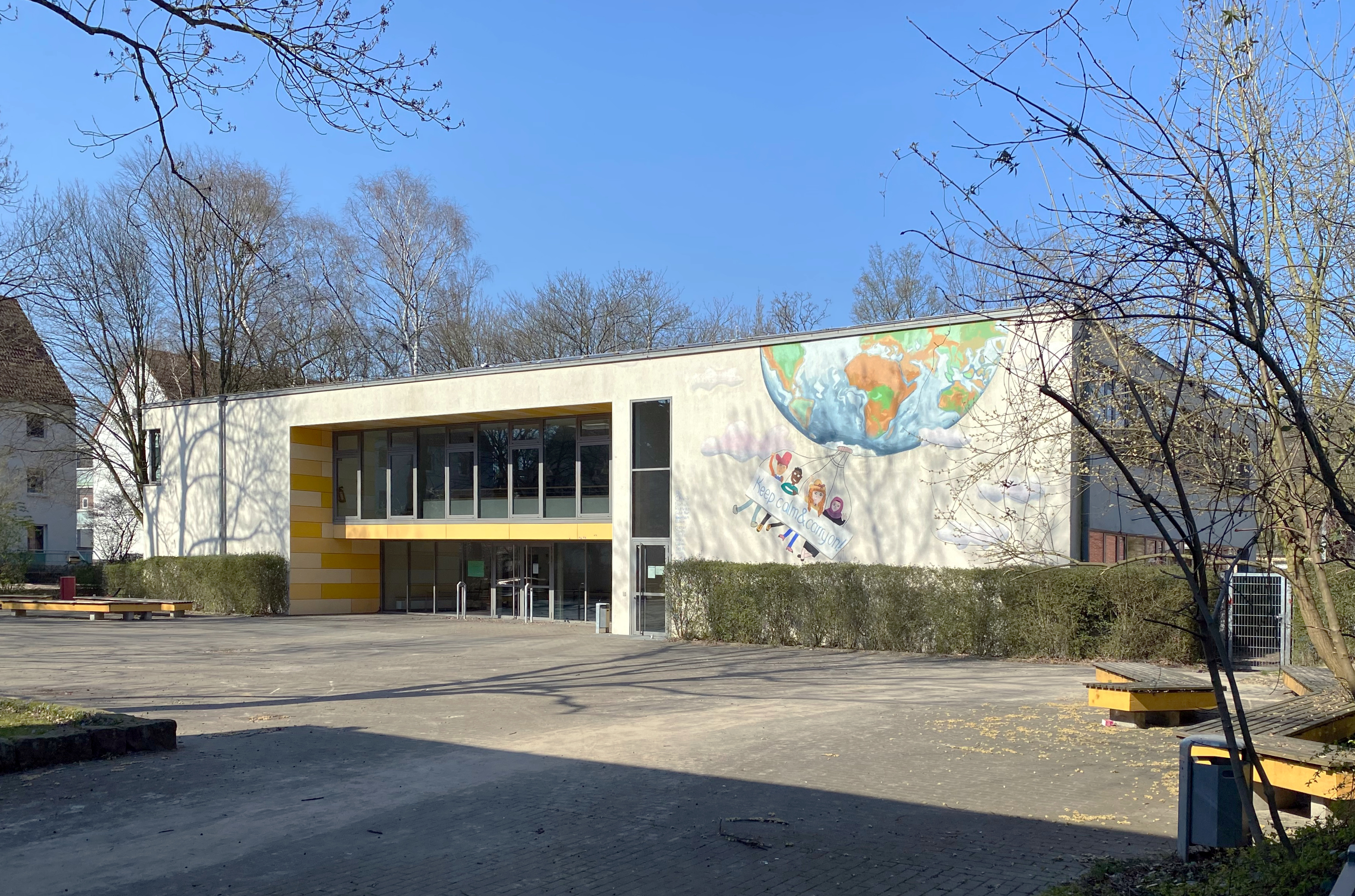
Schule Rotenhäuser Straße

- Katholische Schule Bonifatiusstraße
- Schule An der Burgweide[22]
- Schule Fährstraße
- Schule Prassekstraße
- Helmut-Schmidt-GymnasiumSchule Rotenhäuser Damm
- Schule Stübenhofer Weg

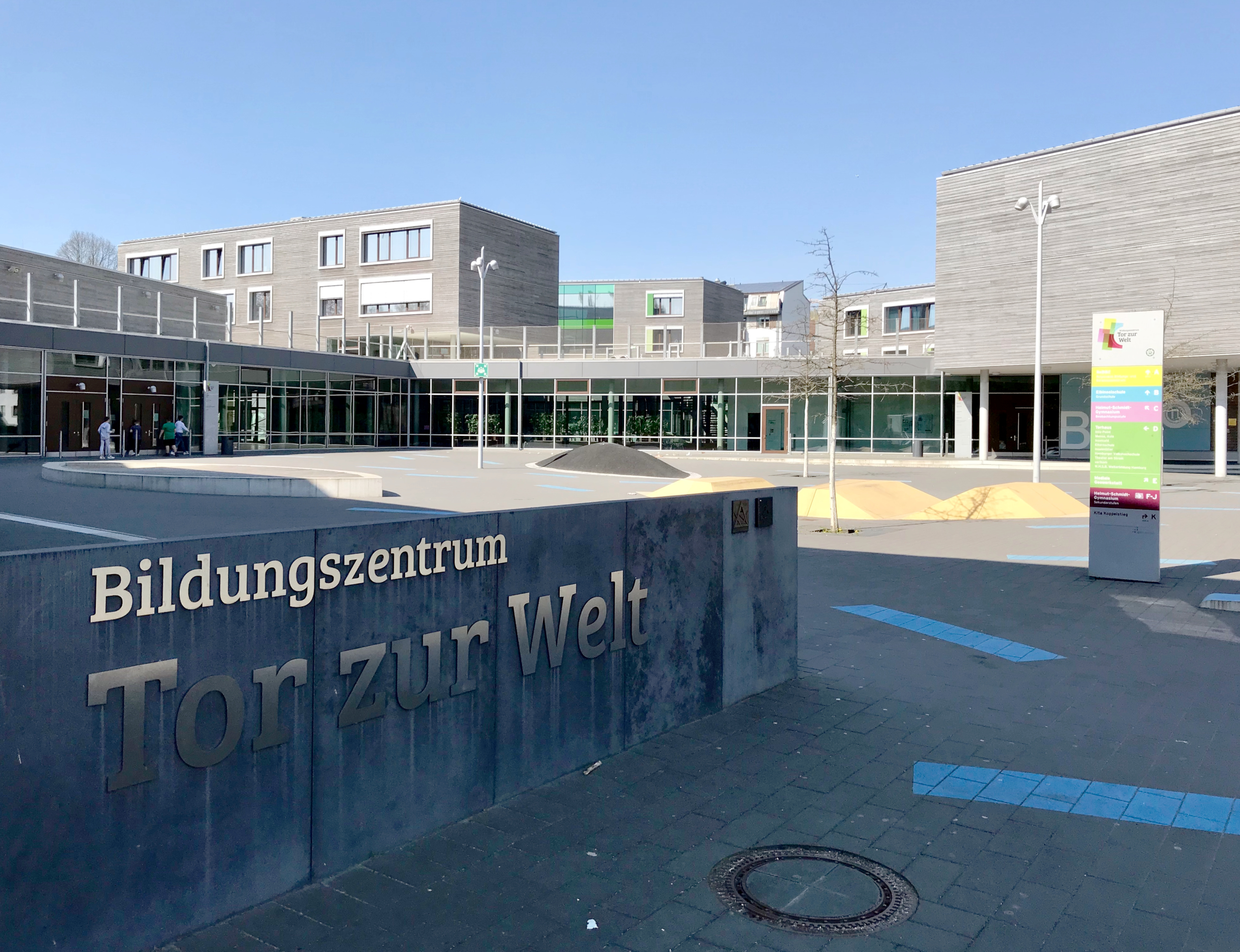
Helmut-Schmidt-Gymnasium

- ReBBZ Wilhelmsburg, Standort Krieterstraße[23]
- ReBBZ Wilhelmsburg, Standort Zeidlerstraße[23]
- Nelson-Mandela-Schule in Kirchdorf[24]
- Stadtteilschule Wilhelmsburg[25]
- Helmut-Schmidt-Gymnasium, bis 2012 Gymnasium Kirchdorf/Wilhelmsburg
- Berufliche Schule Anlagen- und Konstruktionstechnik am Inselpark BS13 (Gewerbeschule G17 und Berufliche Schule William Lindley G2)[26]
- Berufliche Schule ITECH Elbinsel Wilhelmsburg BS14 .(Gewerbeschule G18)[27]
- Berufliche Schule für medizinische Fachberufe auf der Elbinsel Wilhelmsburg (ehem. Staatliche Schule Gesundheitspflege W4)[28]
- Freie Schule für Gestaltung, Berufsfachschule für Grafik-Design

## Schlaglichter
- 17. Februar 1962: Durch die Sturmflut starben über 300 Menschen, die Mehrzahl davon in Wilhelmsburg.
- 26. Juni 2000: Der sechsjährige Junge Volkan wurde durch zwei Kampfhund-Mischlinge getötet. Der Vorfall führte zu einigen Gesetzesänderungen hinsichtlich Züchtung, Einfuhr und Haltung von Hunden.
- Mai 2001 bis März 2002: Die Zukunftskonferenz Wilhelmsburg erarbeitete umfassende Forderungen zur Entwicklung des Stadtteils.
- 2005: Die europäische Solar-Bauausstellung fand in Hamburg-Wilhelmsburg statt.

## Persönlichkeiten

### In Wilhelmsburg geboren
- Heinrich Steinfeldt (1892–1955), Gewerkschaftsfunktionär, Politiker und Reichstagsabgeordneter
- Heinrich Pachowiak (1916–2000), römisch-katholischer Geistlicher und Weihbischof des Bistums Hildesheim
- Claus-Peter Rathjen (* 1949 auf Neuhof), Lehrer und Schauspieler, gründete 1996 mit anderen die Operetten Compagnie Hamburg (1. Vorsitzender und Produzent), engagierte sich von 2008 bis 2019 im Museum Elbinsel Wilhelmsburg e. V. im Bereich Presse- und Kulturarbeit
- Uwe Bohm (1962–2022), Schauspieler. Der Durchbruch gelang ihm 1976 mit dem auf Wilhelmsburg gedrehten Jugendfilm Nordsee ist Mordsee.
- Alex Christensen (* 1967), DJ, Komponist und Musik-Produzent
- Peter Heppner (* 1967), Musiker, Songwriter und Musikproduzent
- Marvin Willoughby (* 1978), ehemaliger deutscher Basketballnationalspieler
- Ömer Şişmanoğlu (* 1989), deutsch-türkischer Fußballspieler
- Faride Alidou (* 2001), deutsch-togoischer Fußballspieler

### Mit Wilhelmsburg verbunden
- Hermann Vering (1846–1922), Bauunternehmer und hat das Reiherstiegviertel für die Industrie erschlossen
- Ernst Reinstorf (1868–1960), Lehrer, Heimatforscher und Schriftsteller
- Wilhelm Offenstein (1889–1964), Theologe und Generalvikar des Bistums Hildesheim sowie Politiker (Zentrum), war von 1925 bis 1928 Pfarrer von St. Bonifatius in Hamburg-Wilhelmsburg
- Heino Zinserling (* 24. Oktober 1891 in Duderstadt; † 26. Mai 1980 in Wilhelmsburg), Maler und Grafiker
- Rudolf Mokry (1905–1944), Schlosser und Widerstandskämpfer
- Hans Conrad Leipelt (1921–1945), Widerstandskämpfer gegen den Nationalsozialismus
- Dursun Akçam (1930–2003), türkischer Schriftsteller in Deutschland
- Christiane Fux (* 1966 in Freiburg im Breisgau) ist in Wilhelmsburg aufgewachsen und schreibt Kriminalromane, in denen ein fiktiver Wilhelmsburger Bestatter ermittelt.
- Marcus Wiebusch (* 1968 in Heidelberg), Sänger der Band Kettcar und Mitgründer des Plattenlabels Grand Hotel van Cleef
- Metin Hakverdi (* 1969 in Hamburg), Hamburger Politiker der SPD und seit 2013 Mitglied des Deutschen Bundestages
- Jan Huber (* 2. März 1938 in Potsdam; † 1. Dezember 2021 in Hamburg), Maler, Autor und Professor

## Wilhelmsburg im Film

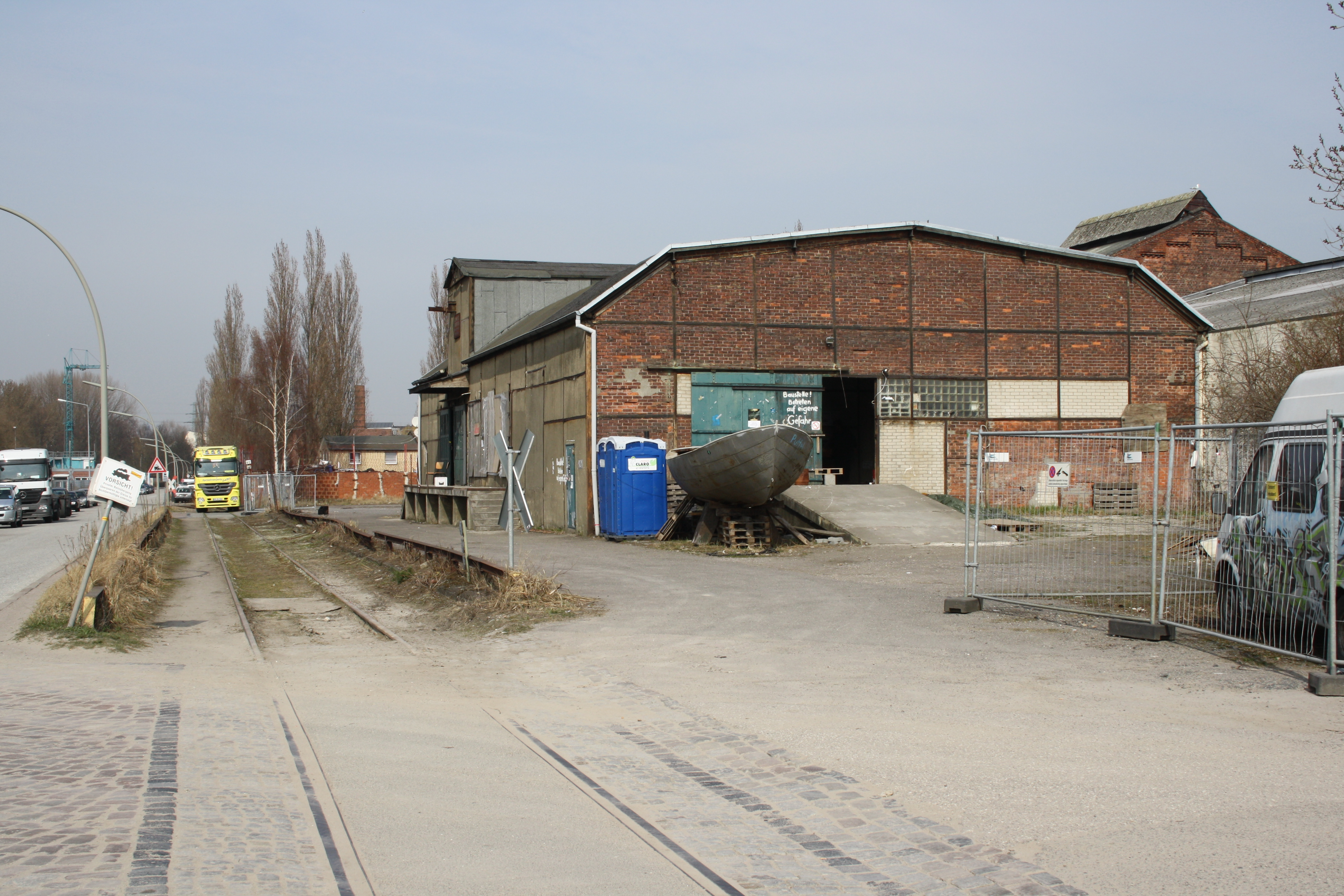
Drehort für Soul Kitchen

- Das deutsche Filmdrama Nordsee ist Mordsee (1976) von Hark Bohm, welches die Probleme und Sorgen von Jugendlichen in sozialen Brennpunkten in den 1970er-Jahren und Jugendkriminalität thematisiert, spielt zu wesentlichen Teilen in Wilhelmsburg, u. a. in der damals neuen Großwohnsiedlung östlich der S-Bahn-Haltestelle Wilhelmsburg („Bahnhofsviertel“) und am Veringkanal nahe dem Wasserturm.
- Die als Hommage an den Stadtteil gedrehte Filmkomödie Soul Kitchen (2009) von Fatih Akin spielt ebenfalls in Wilhelmsburg, u. a. in der Soulkitchenhalle. Sie gewann bei den 66. Internationalen Filmfestspielen von Venedig den Spezialpreis der Jury.
- Für den Hollywoodfilm A Most Wanted Man wurden mehrere Szenen in Wilhelmsburg gedreht.[29]
- Der Harburger Filmemacher Dennis Albrecht drehte im Museum Elbinsel Wilhelmsburg und anderen Orten auf der Elbinsel seine Serie „Filmstadt“.
- Ali Hakim drehte in Wilhelmsburg seinen Film Bonnie & Bonnie, der auf dem Filmfest Hamburg 2019 Premiere feierte.